# Typ 63 (107mm MLR)

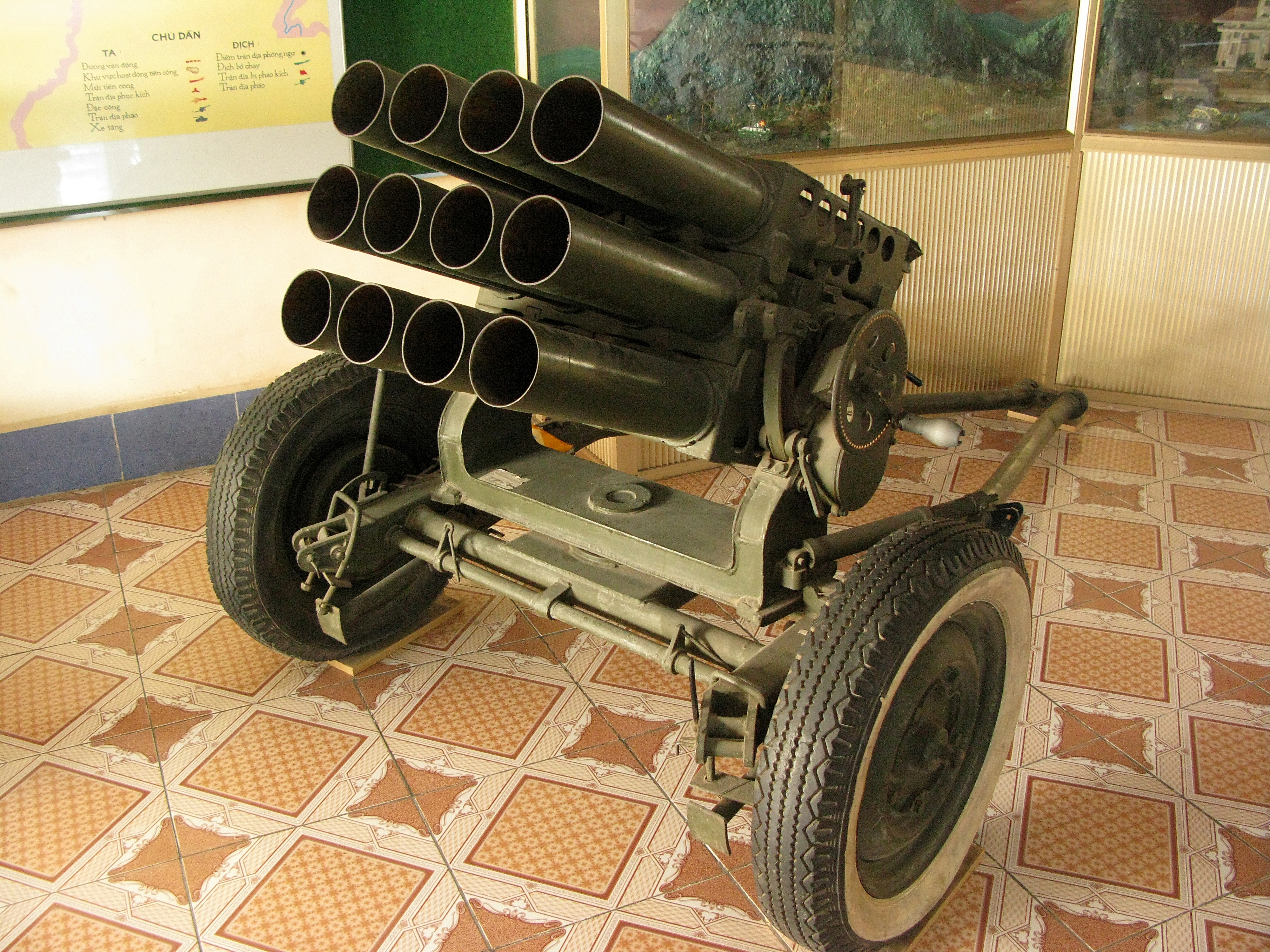
Type-63-Raketenwerfer

Der Type 63 ist ein in der Volksrepublik China hergestellter leichter Mehrfachraketenwerfer aus den 1950er-Jahren, der Raketen mit Kaliber 107 mm abfeuert.

## Entwicklung
Obwohl die Volksrepublik China nach dem Zweiten Weltkrieg viele sowjetische Raketenwerfer importierte, drängte die chinesische Führung auf die Entwicklung eines eigenen Werfers. Der von NORINCO entwickelte Type 63 107 mm (MLR) ist ein Nachbau des sowjetischen Werfers BM-12 und wurde Ende der 1950er-Jahre bei den chinesischen Streitkräften eingeführt. In den 1970er-Jahren entwickelten Nordkorea, Südafrika, der Iran, die Türkei sowie andere Staaten, teils mittels Reverse-Engineering eigene Ausführungen des Type-63-Raketenwerfers.
Des Weiteren existiert auch ein Raketenwerfer Typ 63, der aber Raketen im Kaliber 130 mm abfeuert.

## Varianten

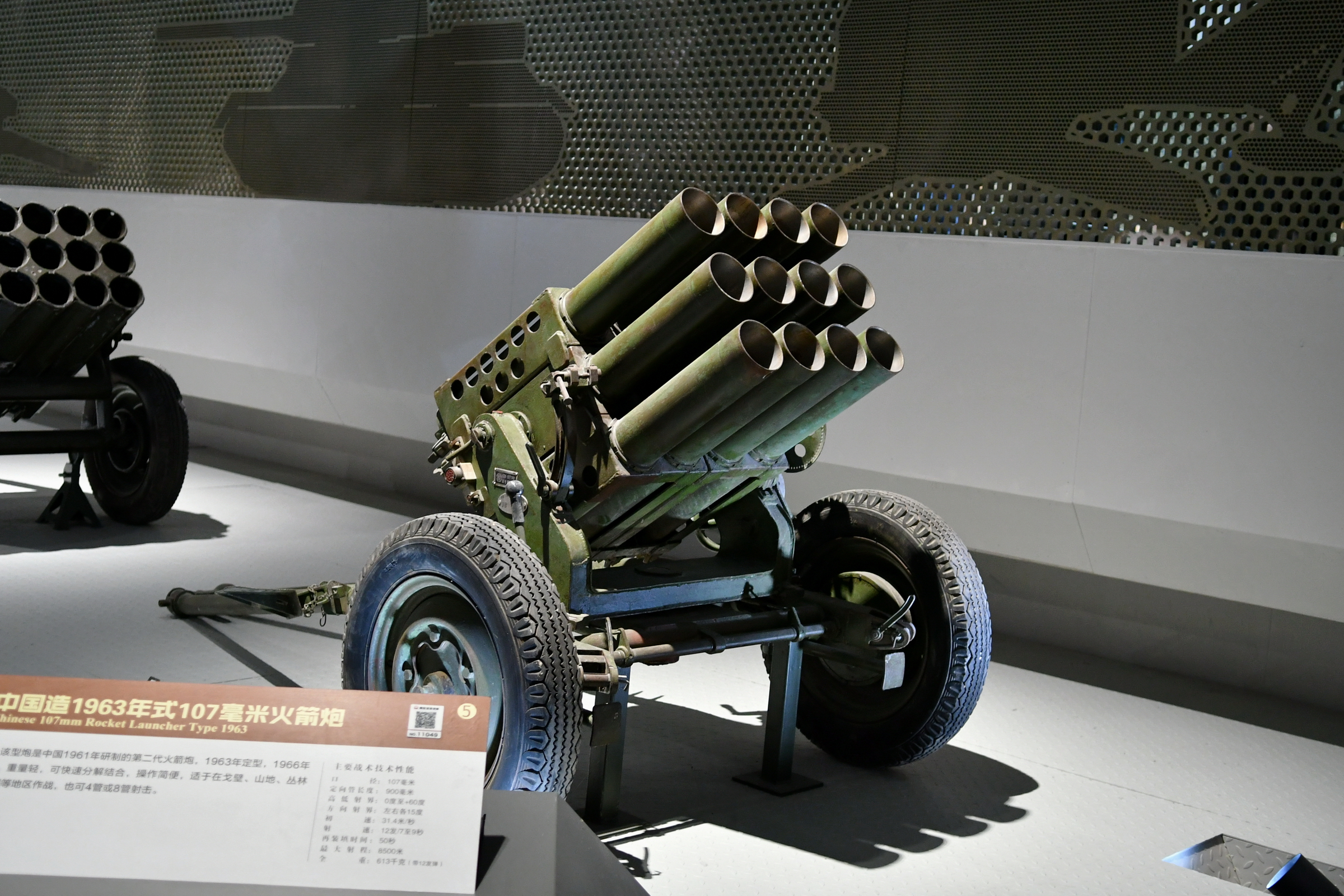
Type1963 107 mm Rocket Launcher

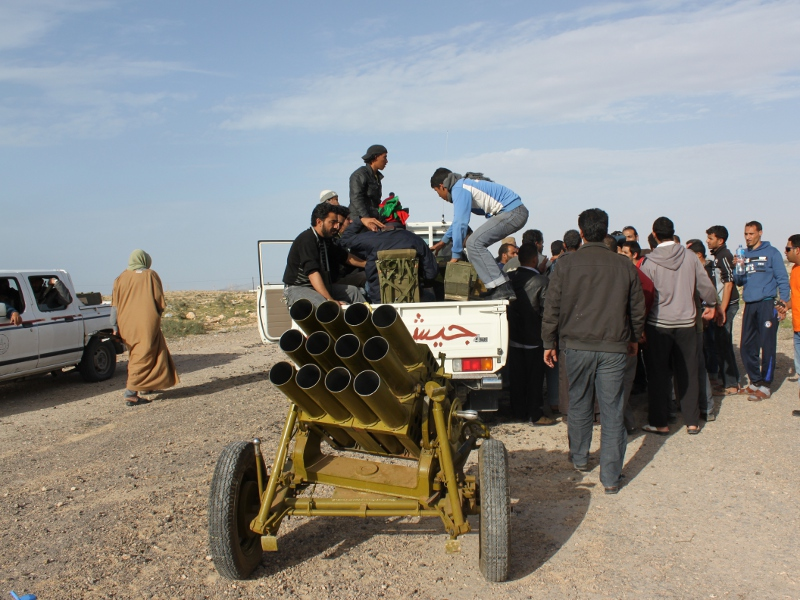
Type 63 im Bürgerkrieg in Libyen

- Type 63 – Standardversion auf Anhänger mit zwölf Werferrohren.
- Type 63 mod – Version für Gebirgs- und Luftlandetruppen; Werfer lässt sich in vier Traglasten zerlegen.
- Type 81 – Version mit zwölf Werferrohren; montiert auf einem Lkw NJ-230.
- Type 85 – Version für Guerilla- und Kommandoeinheiten; besteht aus einem einzelnen Rohr und einem Dreibein.
- Type 90 – Version mit acht Werferrohren für Gebirgs- und Luftlandetruppen; montiert auf einem Quad vom Typ M-Gator
- Type 75 (VTT-323) – Version aus Nordkorea; Anhänger mit 4, 8, 12 oder 16 Werferrohren.
- RO-107 – Version aus Südafrika; zwölf Werferrohre auf Anhänger oder montiert auf Fahrzeug vom Typ Mamba.
- T-107 – Version aus der Türkei; zwölf Werferrohre auf Anhänger oder montiert auf Fahrzeug vom Typ Otokar Cobra.
- AB19 – Version aus Jordanien; zwölf Werferrohre auf einem HMMWV installiert.
- H12 – Version aus Vietnam; Anhänger mit zwölf Werferrohren.
- M91 – Version aus Kroatien; Anhänger mit zwölf Werferrohren.
- SP MLRS 107 mm – Version aus Serbien mit 2x24 Werferrohren, installiert auf einem 4×4-LKW.
- PRL81 – Version aus Ägypten; besteht aus einem einzelnen Rohr und einem Dreibein.
- RL812/TLC – Version aus Ägypten; zwölf Werferrohre auf Fahrzeugen installiert.
- Fadgr-1 – Version aus dem Iran; zwölf Werferrohre auf Jeeps oder Anhängern installiert.
- TAKA – Version aus dem Sudan; Anhänger mit zwölf Werferrohren.

## Technik
Die Waffe ist zwölfrohrig, wobei in drei Lagen übereinander jeweils vier Rohre nebeneinander angeordnet sind. Zum Transport wird die Waffe auf eine einfache einachsige Lafette gesetzt. Zum Feuern werden die Räder abgenommen und die Bodenplatte auf zwei Stützbeine gesetzt. Nachteilig wirkt sich das erst bei schnelleren Stellungswechseln, etwa bei möglichem Gegenfeuer, aus. Ein Raketenwerfer ist in der Lage, alle zwölf Raketen in 7–9 Sekunden abzufeuern. Die Raketen schlagen in einer Zielfläche von etwa 150 × 200 m (30.000 m²) ein. Das Nachladen eines abgefeuerten Werfers dauert rund drei Minuten. Bedient wird der Werfer mit einer einfachen kabelgebundenen Bedienkonsole aus sicherer Entfernung.

## Raketen

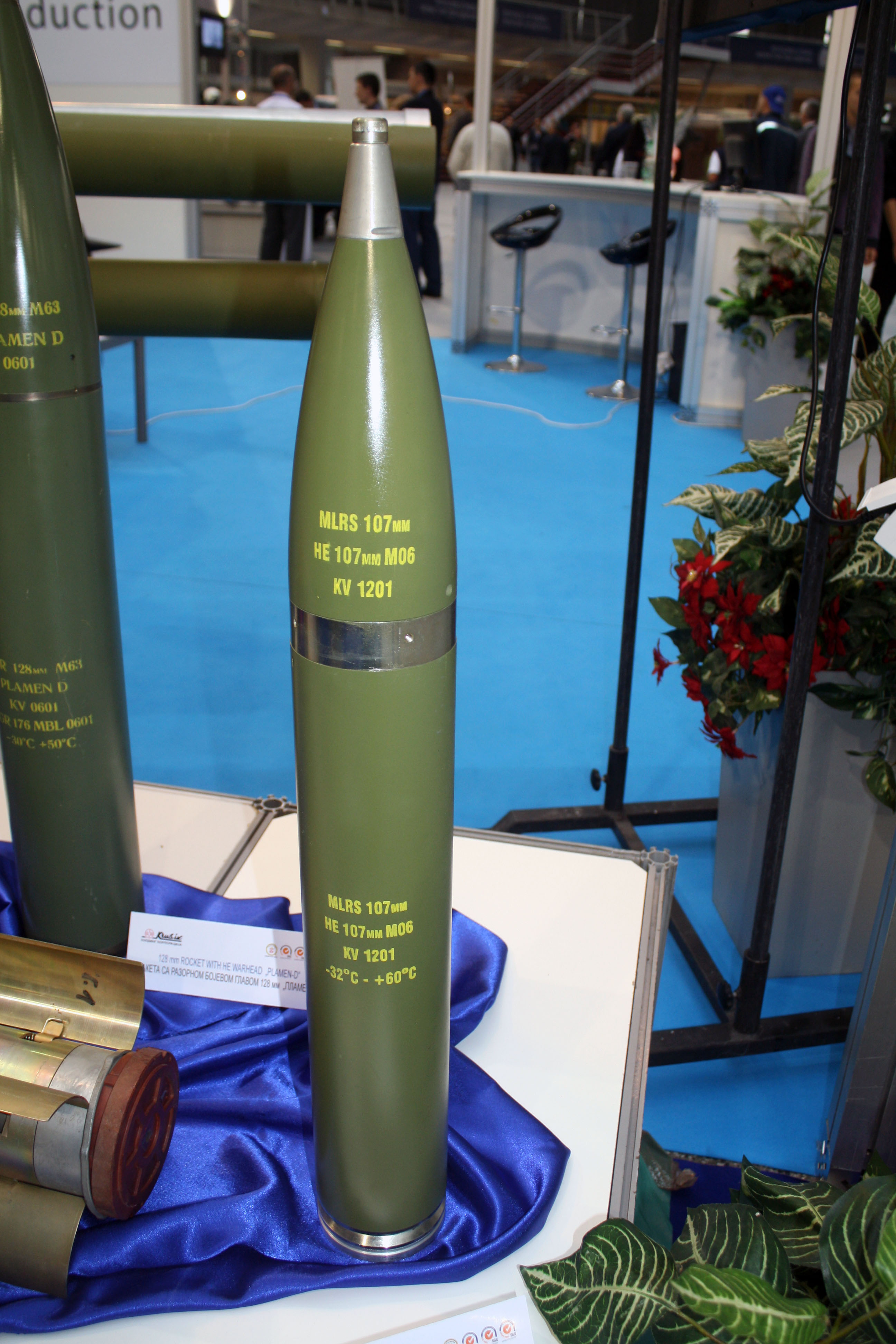
107-M06-Rakete aus Serbien

Die Raketen mit Kaliber 107 mm sind drallstabilisiert und haben keine Stabilisierungsflügel. Der Drall der Rakete entsteht durch sechs um die Hauptantriebsdüse angeordnete schräge Düsen. Diese erzeugen einen Drall von 366 Umdrehungen pro Minute. Die Antriebsdüse entwickelt einen Schub von 6000 N und beschleunigt die Rakete auf 375–385 m/s. Die Standardrakete Type 63-I hat eine Länge von 0,76 m und wiegt 18,6 kg. Der Splittergefechtskopf wiegt 8,33 kg, wovon 1,26 kg auf den Sprengstoff entfallen. Der Gefechtskopf zerlegt sich in 1.214 Splitter mit einem Wirkungsradius von 12 m. Verletzungen können bis in eine Entfernung von 400 m auftreten. Die verbesserte Type-75-I-Rakete hat einen Sprengkopf mit 1.600 eingebetteten Stahlkugeln und wirkt in einem Radius von 18 m. Die Type-61-Rakete hat einen Sprengkopf mit 1.600 Brandpellets. Die Brandladung hat einen Wirkungskreis von rund 20 m und brennt für rund 40 Sekunden.
Folgende Raketentypen sind bekannt:
Raketen aus China:
- Type 63 – mit 8,3 kg schwerem Brandgefechtskopf; Reichweite 8,5 km.
- Type 63-I – mit 8,3 kg schwerem Splittergefechtskopf; Reichweite 8,5 km.
- Type 75 – mit 8,3 kg schwerem Brandgefechtskopf gefüllt mit Phosphor; Reichweite 8 km.
- Type 75-I – mit 8,3 kg schwerem Splittergefechtskopf; Reichweite 10 km.
- Type 81 – mit verbessertem Splittergefechtskopf; Reichweite 7,8 km.
- Type 81-I – mit 16 Stück Type-81-Bomblets mit kombinierter Splitter- und panzerdurchschlagender Wirkung.
- Type 81-II – Rakete mit Störsender, der an einem Fallschirm zu Boden sinkt und für 15 Minuten aktiv ist; Reichweite 7,8 km.

Raketen aus Serbien:
- 107-AND – mit Splittergefechtskopf; Reichweite 8,2 km
- 107-M06 – mit Splittergefechtskopf; Reichweite 11,5 km

Raketen aus Südafrika:
- RO-107-AP – mit Splittergefechtskopf mit Näherungszünder; der Sprengkopf enthält 5200 in Epoxidharz eingebettete Stahlkugeln. Reichweite 8,5 km.
- RO-107-HE-I – mit einem Brandgefechtskopf; Reichweite 8,5 km.

Raketen aus der Türkei:
- TR-107 – mit 8,5 kg schwerem Splittergefechtskopf, der 500 Splitter freisetzt; Reichweite 11 km
- TRB-107 – mit 8,48 kg Splittergefechtskopf mit 2800 eingebetteten Stahlkugeln, Wirkungsradius von 14 m; Reichweite 10 km.

Raketen aus dem Iran:
- Fadgr-1 – mit 7,9 kg schwerem Splittergefechtskopf; Reichweite 8,3 km.
- Haseb-1 – mit 6,4 kg schwerem Splittergefechtskopf; Reichweite 8,5 km.

## Verbreitung
Neben den offiziellen Nutzerstaaten befindet sich eine große Anzahl Typ 63 bei Guerilla- und Separatisteneinheiten im Einsatz.
 Afghanistan

 Ägypten

 Albanien

 Algerien

 Angola

 Aserbaidschan

 Äthiopien

 Benin

 Bangladesch

 Bosnien und Herzegowina

 Burkina Faso

 Volksrepublik China

 Dschibuti

 Eritrea

 Kambodscha

 Kamerun

 Republik Kongo

 Demokratische Republik Kongo

 Kuba

 Iran

 Jemen

 Jordanien

 Laos

 Nordkorea

 Libanon

 Libyen

 Marokko

 Myanmar

 Nicaragua

 Pakistan

 Sierra Leone

 Simbabwe

 Somalia

 Sudan

 Südafrika

 Syrien

 Tansania

 Tschad

 Türkei

 Uganda

 Vietnam

## Einsatz
Der Type 63 und seine Abarten kam bei verschiedenen kriegerischen Auseinandersetzungen zum Einsatz: Libanonkrieg, Erster Afghanistankrieg, Erster Golfkrieg, Bürgerkrieg in Libyen, Bürgerkrieg in Syrien sowie bei weiteren Konflikten auf dem afrikanischen Kontinent. Ebenso setzten die türkischen Streitkräfte den Raketenwerfer bei Operationen gegen die kurdischen Unabhängigkeitskämpfer im Grenzgebiet zum Irak ein. Bei sämtlichen Gefechten hat sich der Typ 63 als sehr zuverlässig und robust erwiesen.